# Sofia Arvidsson
Lena Sofia Alexandra Arvidsson (født 16. februar 1984 i Halmstad) er en svensk professionel tennisspiller, der spiller i WTA- og ITF-regi.
Sofia Arvidsson blev professionel i 1999 og fik sin debut på WTA-touren i 2000. Hendes første større resultat kom i 2001, hvor hun nåede finalen i juniorsingle i Australian Open. Her tabte hun dog til Jelena Janković. Senere samme år vandt hun tre ITF-turneringer, og de følgende år gav flere pæne resultater i mindre turneringer. I 2003 vandt hun således sin første kamp i en Grand Slam-turnering, da hun nåede anden runde i US Open.
I 2006 opnåede Arvidsson sit hidtil bedste resultat i en Grand Slam-turnering, da hun nåede tredje runde i Australian Open. Samme år vandt hun sin første WTA-turnering, da hun i finalen i Memphis, Tennessee besejrede polske Marta Domachowska. I maj 2006 nåede hun også sin hidtil bedste placering på WTA-ranglisten med en 29. plads. Efter en mindre resultatmæssig nedgang vendte hun tilbage og vandt fire ITF-turneringer i 2007 i single og tre i double. 2008 bød blot på en enkelt sejr, mens hun ved Nordea Danish Open 2008 nåede finalen, men her tabte til favoritten Caroline Wozniacki. Sofia Arvidsson vandt sin anden WTA-turnering, da hun i 2012 igen vandt i Memphis (Memphis International).